# Éditeur de texture
Un éditeur de texture est un logiciel qui permet d'appliquer des textures.

## Principaux éditeurs detexture
- BodyPaint 3D
- DarkTree
- Deep Paint 3D
- Deep UV
- Genetica
- GIMP, et ses plugins Resynthetizer et The Texturize
- Reptile
- Substance Designer, d'Allegorithmic
- TEXTURE EDITOR
- Texture Maker
- PlaidMaker
- Unfold
- Wally